# Kazimierz Zgryzek
Kazimierz Zgryzek (ur. 1952) – polski prawnik, profesor nauk prawnych, karnista, specjalista w zakresie procedury karnej, nauczyciel akademicki Uniwersytetu Śląskiego, w latach 1999–2005 dziekan Wydział Prawa i Administracji Uniwersytetu Śląskiego. Adwokat.

## Życiorys
W 1990 na podstawie dorobku naukowego oraz monografii Postępowanie w przedmiocie zastosowania środków zabezpieczających w polskim procesie karnym uzyskał na Wydziale Prawa i Administracji UŚ stopień doktora habilitowanego nauk prawnych w zakresie prawa, specjalność: prawo karne. Następnie został profesorem nadzwyczajnym UŚ. W latach 1999–2005 był dziekanem Wydziału Prawa i Administracji UŚ. W 2014 uzyskał tytuł naukowy profesora nauk prawnych.
Wykonuje zawód adwokata.

## Wybrane publikacje
- Postępowanie w przedmiocie zastosowania środków zabezpieczających w polskim procesie karnym, Katowice: UŚ, 1989
- Regulamin studiów w Uniwersytecie Śląskim. Komentarz, Katowice: Wydaw. UŚ.
- Współczesne problemy procesu karnego i wymiaru sprawiedliwości. Księga ku czci profesora Kazimierza Marszała, Katowice: Wydaw. UŚ, 2003[3].